# Thann (Buch am Erlbach)
Thann ist ein Gemeindeteil der Gemeinde Buch am Erlbach im niederbayerischen Landkreis Landshut.

## Lage
Das Kirchdorf Thann liegt etwa einen Kilometer südöstlich von Buch am Erlbach an der Staatsstraße 2330 im Isar-Inn-Hügelland.

## Geschichte
Tanna wird zusammen mit dem benachbarten, heute oberbayerischen Pfrombach wiederholt in den Traditionen von Kloster Tegernsee erwähnt. Seit dem 11. Jahrhundert gibt es Ortsadel von Thann, doch während der Entstehung der Herrschaft Wartenberg verschwindet er. Die Nachrichten über die Herren von Thann, Haunwang, Pfrombach, Heidenkam, Schleibing, Preisenberg und Vilsheim sind in den 1120er- und 1130er-Jahren äußerst spärlich.
1752 bestand der Ort aus acht Anwesen, 1832 wurde Thann als Weiler mit neun Höfen, einer Filialkirche der Pfarrei Pfrombach und fünfzig Einwohnern bezeichnet. Nach der Gemeindebildung gehörte Thann zur Gemeinde Garnzell, die sich am 1. Oktober 1971 im Zuge der Gebietsreform in Bayern mit der Gemeinde Buch a. Erlbach vereinigte. 

## Sehenswürdigkeiten
- Filialkirche St. Michael. Der spätgotische Bau stammt wohl aus dem 15. Jahrhundert und wurde 1708 barockisiert.

## Vereine
- Freiwillige Feuerwehr Thann-Vatersdorf

## Söhne und Töchter des Ortes
- Josef Gammel (1901–1959), katholischer Geistlicher und Heimatforscher